# A Washingtoni Állami Egyetem energiaprogramja
A Washingtoni Állami Egyetem energiaprogramja az intézmény által folytatott energiahatékonysági projekt, amelyben mérnökök, energetikai és más műszaki szakemberek, szoftverfejlesztők és könyvtárkutatók vesznek részt. A programiroda Olympiában található, emellett Spokane-ben üzemel egy telephely.
A projektet a szövetségi kormány és energetikai ügynökségek mellett más forrásokból is finanszírozzák. A program személyzete kis- és nagyvállalatoknak, erőműveknek, közműveknek, kormányügynökségeknek, társadalmi csoportoknak, iskoláknak és egyéb intézeteknek ad hatékonyságnövelési tanácsokat.

## Történet
A projekt elődjét, azaz az állami energiahivatalt az 1970-es évek energiaválsága hívta életre; a szervezet Daniel J. Evans kormányzó 1975-ös rendeletével alakult meg.
Az új állami ügynökség célja a vonatkozó irányelvek megalkotása mellett az energiahasználat figyelése és előrejelzése volt, továbbá a kormányzati ügynökségekkel az esetleges áramkimaradások elhárításán dolgoztak, így a korábban az állami vészhelyzeti szolgálat által kezelendő energiaügyi feladatokért az új szervezet lett felelős.
A következő évtől az ügynökséget hivatalosan is jegyzik; feladata a középületek energiahatékonyságának felügyelete, illetve oktatási és kutatási feladatok ellátása.
1981-ben a szervezet hatáskörét kibővítették, és hat éves időtartamra a szervezetet jelölték ki a vonatkozó irányelvek felügyeletére, a további évektől pedig az energiahasználatot kiértékelő tanáccsal, az energiastratégiai programmal, a társszervezeti bizottsággal, illetve az ingázási időket csökkenteni kívánó programmal is együttműködtek.
A projekt 1993-ban számlálta a legtöbb munkatársat: ekkor 179-en dolgoztak itt. A szervezetet az állam mellett kormányügynökségek és az energiahivatal finanszírozta; az 1995. július 1-jén kezdődő pénzügyi évben a tizenhét milliós költségvetés mindössze három százaléka származott állami forrásból.
Az energetikai hivatal szerint a következő célokat teljesítették: a nagyobb fogyasztók energiafelhasználási hatékonyságának növelése, magánszemélyek és vállalatok energiahasználattal kapcsolatos segítése és az állami vezetés energiaügyi koordinációja.
A korábbi energetikai hivatal által ellátott feladatok egy része (megújuló energia, ipari hatékonyság, innováció és telekommunikáció) a WSU-hoz, míg mások egyéb állami szervekhez (például kormányhivatal, közlekedési hatóság és iparkamara) kerültek.
A projekt aktivitása és hatóköre a 2013–2014-es pénzügyi évben megvont állami és regionális támogatások miatt lecsökkent.

## Aktuális projektek

### Call centerek
A program egyik célja az energiahivatal legkiterjedtebb callcenter-hálózatának megvalósítása. Jelenleg nem üzemelnek ilyenek.

### Hatékonyságnövelés
Az energiaprogram résztvevői felelősek a 2009-es energiarendeletben kijelölt lakóövezetek energiaellátásának támogatásáért, valamint a hatósági személyekkel, intézményvezetőkkel és lakókkal együtt az épületek energiahatékonyságának növeléséért.
A projekt mérnökei a motorok, gőzgépek és sűrített levegővel működő rendszerek, valamint a régió gyárai folyamatainak hatékonyabbá tételén is dolgoznak; emellett megalkottak egy elemzőszoftvert, amely segítségével az ipari szereplők energiahatékonyságáról szóló esettanulmányok és más publikációk készíthetőek.
A program személyzete, illetve a kormány és az állam ügynökségei, valamint a kereskedelmi szervezetek közti együttműködés keretében elindult Washington Farm Energy Program célja a mezőgazdasági energiafelhasználás csökkentése, amelynek részeként a farmok energiahatékonyságát és az erre irányuló próbálkozások gazdaságosságát elemző szoftvereket fejlesztettek ki.

#### Középületek hatékonysága
A projekt keretében az iskolák és más közintézmények energiahatékonyságát célzó szolgáltatásokat is biztosítanak; az iskolák számára a beltéri levegő minőségének javítását, illetve az üzemanyag- és közműhasználati költségek visszaszorítását javasolják, mely utóbbi célra segítőket is biztosítanak. A program épületüzemeltetői a Plant Operations Support Consortium keretein belül kérhetnek tanácsokat.

### Megújuló energia
A program résztvevői más szervezetekkel és ügynökségekkel együtt alternatív üzemanyagokon és energiaforrásokon (például bio- és geotermikus energia, hidrogén és üzemanyagcellák),továbbá a hatóságokkal is együttműködnek az állami igényeknek megfelelő napelemek minősítésében.

### Kutatás és értékelés
A projekt személyzete a beadványok és hatékonysági műveletek értékelésével szerzett teljesítményadatokat a finanszírozók részére bocsátja, továbbá támogatják a munkaerőpiacon és oktatáson keresztüli személyzetbővítést, technikai tanácsadást nyújtanak, és segítenek a programok és irányelvek kiértékelésében.

### Számítógéppel segített üzemeltetés
Az ezt igénylő ügyfeleknek elérhetőek a mérnökök és szoftverfejlesztők által kidolgozott elemzőprogramok és weboldalak. A projekt informatikusai más, helyi és regionális irodáknak is nyújtanak támogatást.

### Könyvtár
Az egyetem energetikai könyvtárában számos, a publikum számára is elérhető nyomtatott és írásos anyag is megtalálható. Az állam lakosai által feltett esetleges kérdésekre a könyvtárban dolgozó specialista írásban válaszol.

## Fordítás
Ez a szócikk részben vagy egészben  a   Washington State University Extension Energy Program című angol Wikipédia-szócikk ezen változatának fordításán alapul.  Az eredeti cikk szerkesztőit annak laptörténete sorolja fel. Ez a jelzés csupán a megfogalmazás eredetét és a szerzői jogokat jelzi, nem szolgál a cikkben szereplő információk forrásmegjelöléseként.